# Boedjonny (paard)

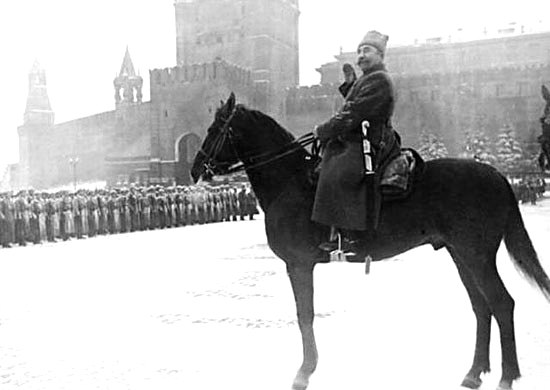
Semjon Boedjonny te paard

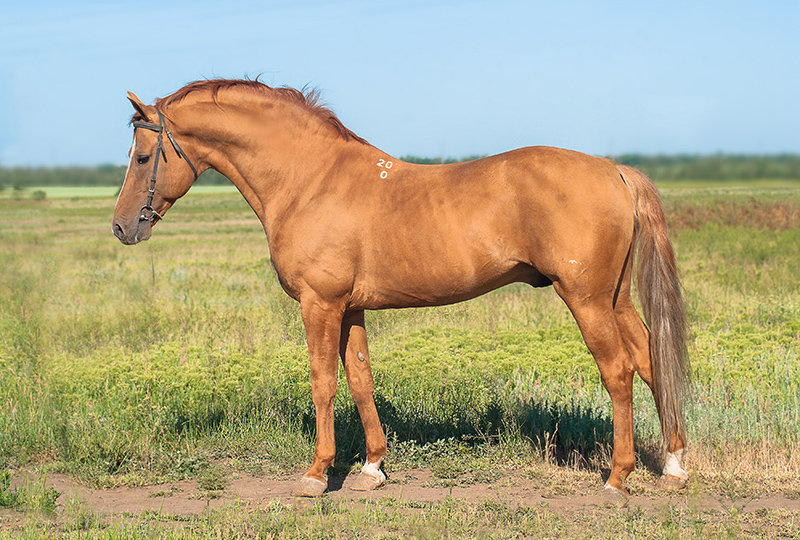
hengst met goudgele voskleur

De boedjonny, ook wel geschreven als budjonny, is een paardenras uit Rusland. Het werd ontwikkeld om te dienen als militair paard in de Russische Revolutie maar wordt tegenwoordig gebruikt als rijpaard en in diverse takken van de paardensport.

## Raskenmerken
De boedjonnyhengst is ongeveer 165 cm hoog en merries ongeveer 163 cm. Ze zijn meestal voskleurig met een gouden glans, maar ze kunnen ook bruin, schimmel of zwart zijn. Ze hebben een goed geproportioneerd hoofd met een recht profiel, een lange nek, een duidelijke schoft, een diepe, wijde borst en een lange rug. Hun benen zijn lang en sterk met goede gewrichten en welgevormde hoeven. Het paard is goed gebouwd en is verwant aan de Engelse volbloed. Problemen die bij dit ras voorkomen zijn bijzonder rechte achterbenen en misvormde botten in de voorbenen.

## Subcategorieën
Toen het ras werd geaccepteerd, waren er drie typen: het "grote", het "oosterse" en het "middel"-type.
- Het grote type was groot en een beetje ruw. Ze waren robuust, met een goed ontwikkelde botstructuur, degene met een beetje oosters type waren zeer gewild. Hun robuuste aard maakte hen uitermate geschikt voor herders. Ook werden ze veel gebruikt om koetsen te trekken.
- Het oosterse type was lichter en eleganter. Ze waren meestal voskleurig met een gouden glans of bruin, maar om in goede conditie te worden gehouden vergden ze meer dan het grote type.
- Het middeltype was redelijk groot en gespierd, maar ook atletisch gebouwd. Hij was sneller dan de andere twee typen en leek veel op de Engelse volbloed. Toen de vraag naar sportpaarden groter werd, werd er één type ontwikkeld met meer bloed van de Engelse volbloed.

Dit is een bijzonder ras, omdat er complexe fokprogramma's zijn die onder andere gesponsord worden door de staat. Dit gebeurde na de Russische Revolutie en is nog steeds gaande. De boedjonny wordt tegenwoordig gefokt in Oekraïne en in Kazachstan en Kirgizië in het zuidelijke deel van de voormalige Sovjet-Unie.

## Geschiedenis
De boedjonny werd vernoemd naar maarschalk Semjon Boedjonny, een bolsjevistische cavaleriecommandant die bekend werd tijdens de Russische Revolutie. Het ras werd in het begin van de jaren 20 gecreëerd in de Oblast Rostov in Rusland door Boedjonny, die bekendstond als fokker. Het was zijn bedoeling om cavaleriepaarden te ontwikkelen om verliezen van de Eerste Wereldoorlog te vervangen. Het resultaat hiervan werd gebruikt in de Russische cavaleriedivisies gedurende de Tweede Wereldoorlog en daarna.
Boedjonny's werden gefokt door een kruising van lokale don- en tsjernomor-merries met Engelse volbloedhengsten. De tsjernomor (ook wel bekend als de tsjerkasski) is een kozakkenpaard dat lijkt op de don, alleen is het kleiner. Ze stammen af van paarden gefokt door de Zaporozjekozakken en werden voor het eerst gefokt in de buurt van Krasnodar, ten noorden van de Kaukasus. In de eerste pogingen om de boedjonny te creëren werd er bloed van Kirgizische en Kazachse paarden gebruikt, maar de nakomelingen hiervan waren geen geharde dieren. Later werd de boedjonny zelf weer gebruikt om deze twee rassen te 'verbeteren'.
De eerste boedjonny's stonden bekend als anglo-dons en met de beste werd weer verder gefokt, dus een soort van inteelt. Ze begonnen met 657 fokmerries; deze waren anglo-don-, anglo-tsjernomor- of anglo-don/tsjernomorkruisingen. De merries werden gekruist met de anglo-don- of volbloedhengsten. Voor de fokmerries werden de beste omstandigheden geregeld en het beste voer. De jongelingen, tussen de twee en vier jaar oud, werden getest op de racebaan en in cavalerietrainingsbanen. In 1949 werd het ras officieel toegelaten.
In de jaren 50 werd een experiment uitgevoerd om te meten of de boedjonny zich kon aanpassen aan zijn omgeving zonder enige hulp van mensen. Een aantal paarden werd losgelaten op een groot eiland in het Manytsj-Goedylomeer in de oblast Rostov. De paarden overleefden en hebben zich aangepast aan hun omgeving.

## Gebruik
De boedjonny wordt gebruikt als een allround sportpaard, hij wordt uitgebracht in de dressuur, eventing en ook onder andere endurance. Het ras is snel en lenig, heeft veel uithoudingsvermogen en is daardoor heel geschikt voor verschillende takken van sport. Ze worden ook nog wel gebruikt als koetspaarden.